# Santa Lucia di Piave
Santa Lucia di Piave é uma comuna italiana da região do Vêneto, província de Treviso, com cerca de 7.226 habitantes. Estende-se por uma área de 19 km², tendo uma densidade populacional de 380 hab/km². Faz fronteira com Cimadolmo, Conegliano, Mareno di Piave, Nervesa della Battaglia, Spresiano, Susegana.

## Demografia
| Variação demográfica do município entre 1861 e 2011                               |
|                                                                                   |
| Fonte: Istituto Nazionale di Statistica (ISTAT) - Elaboração gráfica da Wikipedia |